# Nagy Péter (piarista tartományfőnök)
Nagy Péter (Nagy Péter István) (Hídvég (Somogy vármegye), 1789. december 22. – Pest, 1860. május 8.) piarista áldozópap, igazgató-tanár és rendfőnök.

## Élete
1806. október 26-án lépett a rendbe Kecskeméten, ahol 1807-ben növendékpapi évét töltötte és 1808-ban ugyanott próbatanításra alkalmazták, 1809-től 1811-ig Sátoraljaújhelyen a gimnázium grammatikai osztályaiban tanított, 1812-13-ban Kolozsvárt bölcselethallgató volt, 1814-15-ben Nyitrán és Szentgyörgyön teológiát tanult. 1814. szeptember 8-án Nyitrán miséspappá szentelték föl. 1816-17-ben Kanizsán a IV. grammatikai osztály tanára volt. (Ekkor volt ott Deák Ferenc konviktor, akit Nagy dicsérettel emlegetett, mint kiválóan jeles ifjút). 
1818-ban Veszprémben a IV. grammatikai osztály tanára, 1819-21-ben Selmecen ugyanaz, 1822-29-ben ugyanott a humaniorák tanára. 1830-31-ben Léván a humaniorák II. osztályában tanított, de a II. félévben Pestre helyeztetett át a humaniorák I. osztályos tanárának. 1832-35-ben Budán a humaniorák II. osztályát tanította, 1836-1844-ben Sátoraljaújhelyben rektor és gimnáziumi igazgató volt, 1845-47-ben Pesten gimnáziumi és képzőintézeti igazgató, 1848-ban Budán rektor, gimnáziumi igazgató és a rendkormány tagja. 1849-ben nyugalmaztatott volt Pesten. 1850-52-ben ismét rektor és az elemi iskolák igazgatója Budán. 
1852. augusztus 30-án rendtartományi főnökké választatott Pesten. 1859-ben nyugalomba vonult. Ő adta ki az első magyar Értesítőt: Az ájtatos tanítórend pesti királyi tanodalmába járó ifjuságnak érdemsora címmel 1845-ben.

## Munkái
- Fels. Magyar és Cseh országi kir. örökös, austriai császári főherczeg Józsefnek hazánk nádorispánnyának, és fels. hitvesének Máriának vürtembergi királyi herczeg asszonynak é. a. t. midőn Selmecz szab.-kir. bánya városát kegyelmesen látogatnák, a helybeli kegyes oskolák mély tiszteletből ezen lantos éneket ajánlották kis-asszony havának 14. napján 1822. Selmeczbánya
- Elegia honoribus adm. rev. patris Martini Bolla, clericorum regularium scholar. piarum per Hungariam et Transilvaniam praepositi provincialis, quum transactis quinquaginta sacerdotii annis solennibus sacris operaretur 9. kal. Augusti anno 1825. a collegio Schemniciensi scholarum piarum dicata. Selmeczbánya
- Epicedion in obitum adm. rev. d. Stephani Juragha, civitatis Schemniciensis parochi. Selmeczbánya. 1827
- Elegia ad rev. dnum. lib. baronem Antonium de Geramb archidioec. Strigon. presbyterum, dum primum sacris operaretur. Selmeczbánya, 1828
- Elegia eminentissimi S. R. E. Cardinali Cels. S. R. T. principi dno Alexandro a Rudna et Divék Ujfalu… dum canonicam visitationem parochiae Schemniciensi obiret, ab ejusdem loci collegio, et regio gymnasio scholarum piarum dicata die 5. Julii anno 1829. Selmeczbánya
- Eucharisticon emin. S. R. E. principi dno Alexandro a Rudna et Divék-Ujfalu metrop. ecclesiae Strigoniensis archi-episcopo etc. dum regium Levense gymnasium vexillo, ecclesiam Baldachino munifice donaret, ab ejusdem loci juventute, et colleg. scholarum piarum in signum grati animi oblatum 1831. Selmeczbánya
- Gyász-vers, mellyel ft. Bolla Mártonnak a kegyes oskolák fő kormányzójának 1831-diki Sz. András havának 7-kén történt halálát kesergi. Pest
- Főt. s tudós Grosser Jánosnak, a magyar és erdélyországi kegyes iskolák fő igazgatójának hivatalos látogatásából Pestre szerencsés vissza jövetelére 1834. Buda (költ.)
- Adm. rev. ac clar. patri Joanni Bapt. Grosser clericorum regul. scholarum piarum per Hungariam et Transilvaniam praeposito provinciali, dum collegium et archigymnasium Budense lustraret m. Majo 1835. Buda (költ.)
- Ode ad justa funebria aug. Francisci I. Austriae imperatoris regis Hungariae etc. qui maximo populorum suorum dolore obiit Viennae die 2. Martii 1835. a scholis piis provinciae Hungariae et Transilvaniae. Buda
- Ode honoribus illustr. ac rev. d. Antonii Ocskay episcopi Cassoviensis dum sedem suam capesseret, a Collegio S. Piarum S. A. Ujhelyiensi oblata. 1839
- Ode august. Francisco Josepho Austriae imperat. etc. ad primum eius solennem in Hungariam ingressum devotissime oblata a S. Piis 1852